# Yarda de cerveza

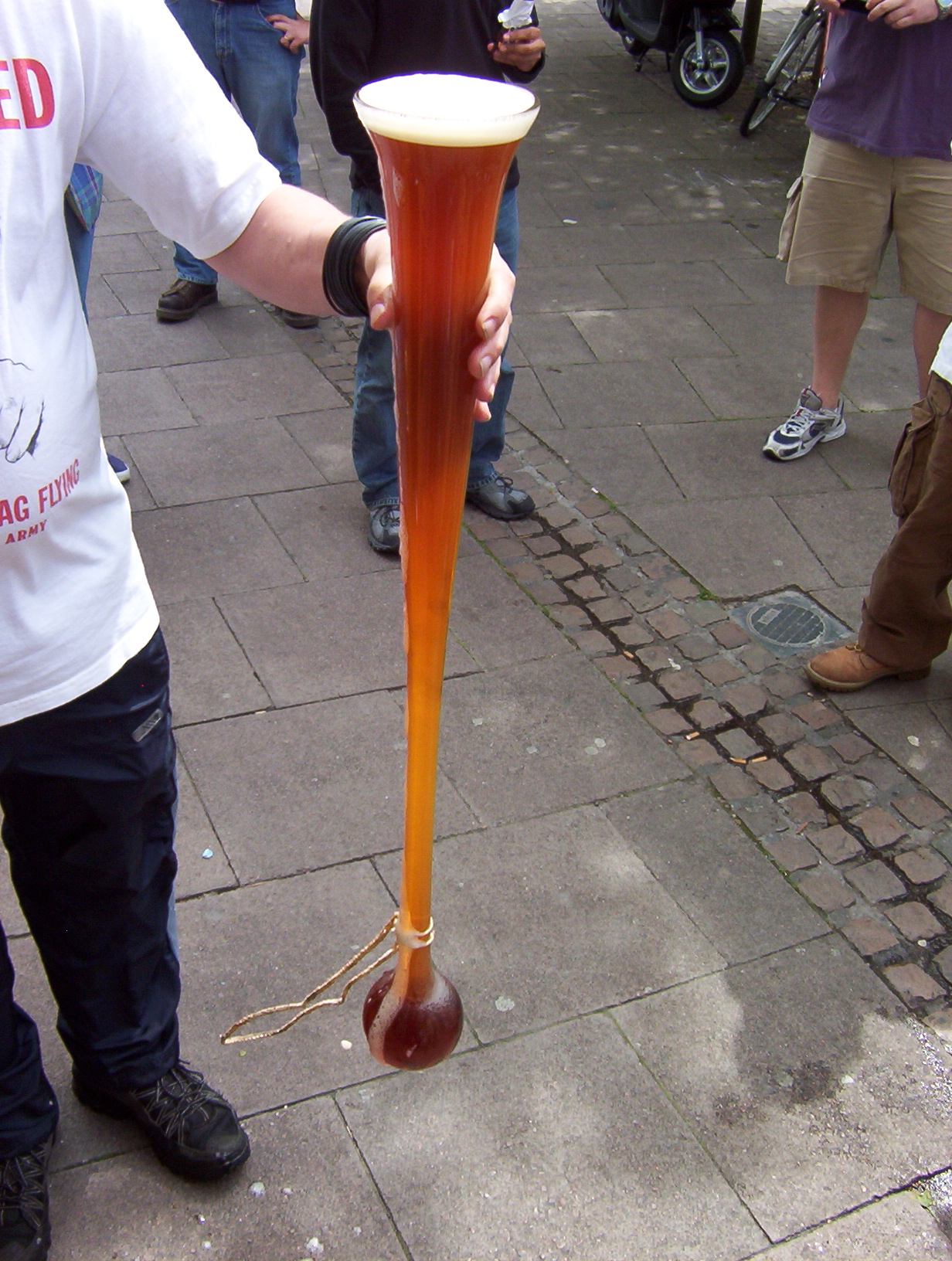
Una yarda de cerveza

Un yarda de cerveza (yard of ale) o vaso de yarda (yard glass) es un vaso de cerveza muy alto usado para beber alrededor de 2.5 pintas imperiales (1.4 litros) o 1 fl. yd de cerveza, dependiendo del diámetro.
El vidrio mide aproximadamente 1 yarda (90 cm) de largo, tiene forma de bulbo en la parte inferior y un eje ensanchador, que constituye la mayor parte de la altura..
El recipiente probablemente se originó en la Inglaterra del siglo XVII, donde el vaso era conocido también como un «vaso largo» (long glass), un «vaso de yarda de Cambridge» o una «yarda de Cambridge» (Cambridge yard (glass)) y como «vaso de codo» (ell glass). Debida a las leyendas se asocia con los conductores de diligencias, aunque se utilizó principalmente para juegos de beber y brindis especiales.
Beber una yarda de cerveza lo más rápido posible es un juego de pub tradicional; la bombilla en el fondo del vaso hace que sea probable que el concursante salga empapado con una repentina descarga de cerveza hacia el final de la hazaña. El consumo más rápido de un metro de cerveza en el Libro Guinness de los récords es de 5 segundos.